# 巴佐什和圣蒂博
巴佐什和圣蒂博（法語：Bazoches-et-Saint-Thibaut，法語發音：[bazɔʃ e sɛ̃ tibo]）是法国埃纳省的一个市镇，属于苏瓦松区。该市镇于2022年由原市镇韦勒河畔巴佐什和圣蒂博合并而成，行政中心位于韦勒河畔巴佐什。

## 地理
巴佐什和圣蒂博（49°18'27.0"N, 3°37'4.8"E）面积13.62 平方千米，位于法国上法蘭西大區埃纳省，该省份为法国北部内陆省份，北起北部省，西接索姆省和瓦兹省，东临阿登省和马恩省，西南至塞纳-马恩省，东北部与比利时接壤。
与巴佐什和圣蒂博接壤的市镇（或旧市镇、城区）包括：帕尔、莱塞特瓦隆、菲姆、萨瓦城、蒙圣马丹、谢里-沙特勒沃、蒙圣母村。
巴佐什和圣蒂博的时区为UTC+01:00、UTC+02:00（夏令时）。

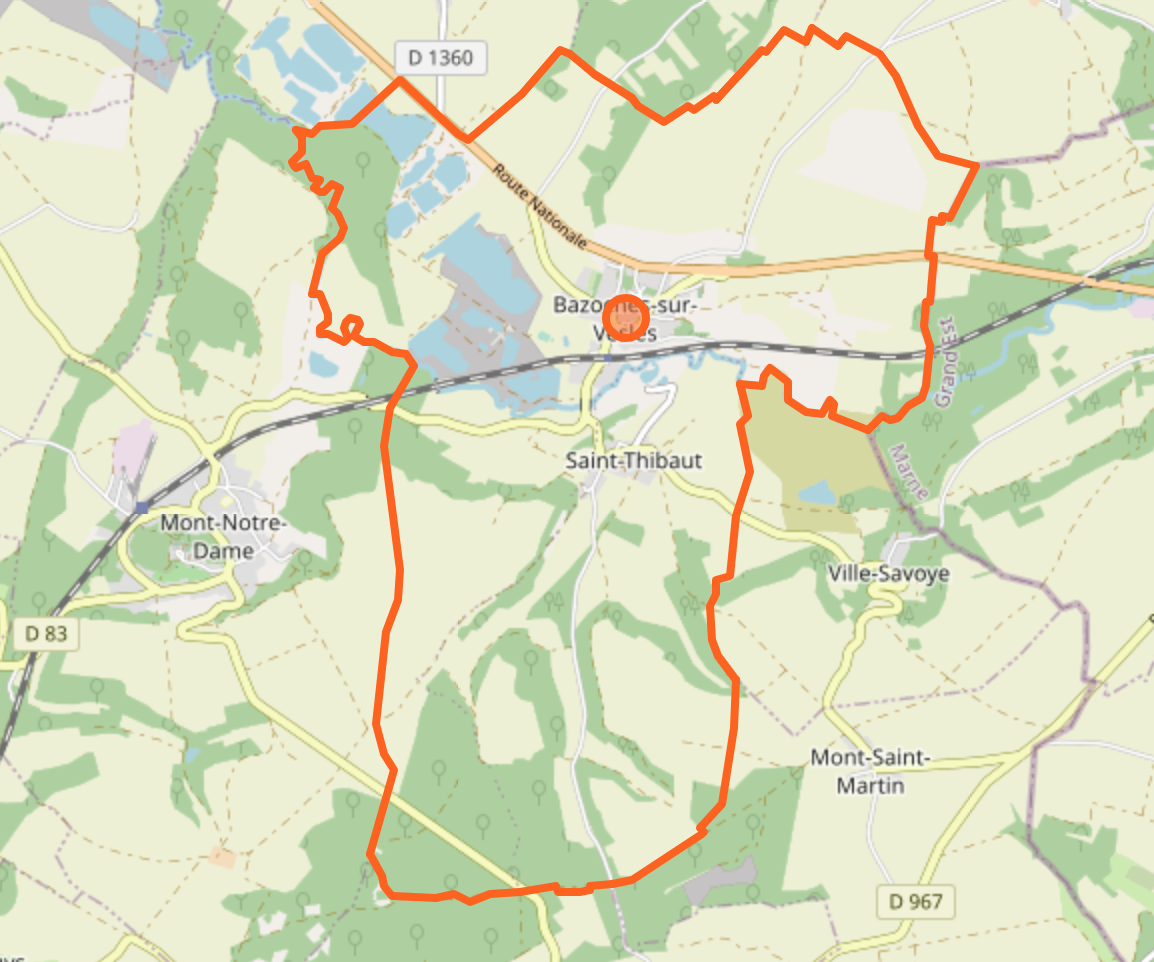
巴佐什和圣蒂博的OSM定位图

## 行政
巴佐什和圣蒂博的邮政编码为02220，INSEE市镇编码为02054。

## 政治
巴佐什和圣蒂博所属的省级选区为塔德努瓦地区费尔县。

## 人口
巴佐什和圣蒂博于2022年1月1日时的人口数量为517人。